# Borovice Jeffreyova
Borovice Jeffreyova (Pinus jeffreyi) je hospodářsky velmi významná severoamerická borovice. Patří mezi tříjehličné druhy, je příbuzná s borovicí těžkou, se kterou bývá často zaměňována. Souhrnně jsou oba tyto druhy nazývány „Western yellow pine“. V poslední době je často vysazována do parků a okrasných výsadeb v městských aglomeracích. V lesních porostech v ČR se vyskytuje pouze sporadicky.

## Synonyma
• Pinus deflexa Torrey, 1859
• Pinus ponderosa var. Jeffreyi Engelmann, 1880

## Vzhled
Až 45 m vysoký štíhlý strom o průměru do 1,5 m s krátkými a trochu převislými větvemi, jež tvoří širokou kuželovitou otevřenou korunu. Borka skořicově hnědá, rozpraskaná v široké desky. Letorosty jsou světle hnědé, šedomodravě ojíněné – tím se snadno odliší od borovice těžké. Pupeny podlouhle vejčité, 25 mm dlouhé, nesmolnaté – tím se liší od podobné borovice Coulterovy. Jehlice většinou po 3 ve svazečku, silné, 12–20 cm dlouhé, namodrale stříbřitě zelené s průduchy. (V našich podmínkách má na větvích max. 2–3 ročníky jehlic, proto vzbuzuje pocit řídkého zachvojení.) Šišky často krátce stopkaté, 12–26 × 5–8 cm. Začátkem podzimu jsou zralé a světle hnědé s vystouplými štítky a pupkem nesoucím štíhlý a zakřivený osten.

## Výskyt
Malý areál většinou v polohách nad 1500 m n. m. v západní části severní Ameriky (Kalifornie, jižní Oregon, západní Nevada, severozápadní Mexiko: sev. Baja California).
V ČR běžná teprve v poslední době v okrasných výsadbách ve městech. V arboretu Sofronka rostou plodní trojnásobní zpětní kříženci s borovicí Coulterovou [Pinus (jeffreyi x coulteri) x jeffreyi x jeffreyi] ve věku cca 40 let, vzniklí z kontrolovaného křížení.

## Ekologie
Vyskytuje se od pahorkatin až po vysoké hory (do 3000 m n. m.) především v sušších a chladnějších oblastech. Je výrazně světlomilná a velmi tolerantní ke klimatickým výkyvům i k půdě, vyžaduje však půdu dobře propustnou. Dosahuje úctyhodného stáří, 400–500 let. Na překryvu jejího areálu s areálem borovice Coulterovy tvoří mezidruhové hybridy (s borovicí těžkou též, ale velmi zřídka – rozdílná fenologie kvetení).

## Využití
Na severoamerickém kontinentu je důležitým zdrojem dřeva, které se od dřeva borovice těžké nijak nerozlišuje. Oba tyto druhy se zde nerozlišují ani v porostech a nazývají se „yellow pine“, borovice Jeffreyova má však hospodářsky menší význam.

## Zajímavosti
Dalším znakem, kterým můžeme odlišit tento druh od borovice těžké je vysoký obsah terpenu limonenu, takže po rozemnutí jehlic cítíme vůni po pomerančích. Pro svůj vysoký obsah heptanu byla dříve její pryskyřice používána pro stanovování oktanového čísla.